# 南陽街
南陽街位於台灣台北市中正區，台北車站附近，平行於館前路及公園路，垂直於忠孝西路一段，屬台北站前商圈的一部分。自1960年代始，許多補習班即在此生根。

## 特色
南陽街以許多補習班聚集產生聚集經濟為特色，可說是全台北補習班最密集的地方，俗稱「補習街」。雖然補習班非皆座落於此街上（長度並不長），但長久以來已成為補習班的代稱。

## 影響
許多學生在平日放學後常直接到南陽街吃晚餐，因此帶動此地餐飲業的聚集，且餐點售價也較便宜。除普通的自助餐外，還有小吃如車輪餅、滷味、水煎包等等。
1974年2月7日，在南陽街「小欣欣豆漿店」裡面，經濟部部長孫運璿、交通部部長高玉樹、工業技術研究院院長王兆振、交通部電信研究所所長康寶煌、行政院秘書長費驊、交通部電信總局局長方賢齊及潘文淵圍著一張圓桌吃早餐兼開會，在此討論未來轉型科技產業後，將如何在供應鏈中找到適合台灣的分工，最終以發展電子電路技術共識勝出。而這裡，成為了在世界佔據半壁江山的晶片巨擘之起點。
1985年，電影《國四英雄傳》在台灣上映，在台北市公立高中聯考落榜的男主角周儒林（黃朝盟飾）與陳敬低頭走路，輕聲交談，竟然沒有勇氣走完不到三百公尺的南陽街。
2001年台湾嘻哈歌手MC HotDog的歌曲《补补补》批判补习文化时提及南阳街。
2012年11月9日，以南陽街為背景的電影《南方小羊牧場》在台灣上映。
2016年，台灣樂團五月天第九張專輯《自傳》中的歌曲〈任意門〉中提及了南陽街。

## 沿線設施
- 臺灣人壽南陽大樓（1號，原慶豐商業銀行總行）
- 再睡5分鐘台北南陽店（24號）
- 中華郵政台北南陽郵局（信陽街8號）
- 全家便利商店南陽店（信陽街15號）
- 黎明公園（38巷5號前）

## 類似道路
- 高雄市 同愛街
- 高雄市 建國路